# Dave Reichert
David George Reichert, detto Dave (Detroit Lakes, 29 agosto 1950), è un politico statunitense, membro della Camera dei Rappresentanti per lo stato di Washington dal 2005 al 2019.

## Biografia
Nato nel Minnesota, nel 1972 Reichert cominciò a lavorare all'interno dell'ufficio dello sceriffo della contea di King e vi rimase per anni, arrivando anche ad essere nominato sceriffo nel 1997. Nel 2001 Reichert riuscì ad ottenere un secondo mandato da sceriffo della durata di quattro anni.
In vista della scadenza dell'incarico, nel 2004 Reichert si candidò alla Camera dei Rappresentanti come repubblicano, lottando per il seggio lasciato dalla compagna di partito Jennifer Dunn. Reichert riuscì ad aggiudicarsi la competizione e negli anni seguenti fu rieletto per altri sei mandati, finché nel 2018 annunciò il suo ritiro e lasciò il Congresso dopo quattordici anni.
Nel 2024 è candidato come governatore di Washington in vista delle elezioni governatoriali, ma viene sconfitto dal democratico Bob Ferguson. Di ideologia centrista, soprattutto in materia sociale, fu uno dei quindici repubblicani che votarono a favore dell'abrogazione del Don't ask, don't tell.